# UFC 158
UFC 158: St-Pierre vs. Diaz（ユーエフシー・ワンフィフティエイト：サンピエール・バーサス・ディアス）は、アメリカ合衆国の総合格闘技団体「UFC」の大会の一つ。2013年3月16日、カナダ・ケベック州モントリオールのベル・センターで開催された。

## 大会概要
本大会ではジョルジュ・サンピエールとニック・ディアスによるUFC世界ウェルター級タイトルマッチが組まれた。

### カード変更
負傷などによるカードの変更は以下の通り。
- ミッチ・ゲイグノン → TJ・ディラショー（第2試合）

- ショーン・ピアソン → クイン・マルハーン（第3試合）

- アレッシオ・サカラ → ボビー・ヴォルカー（第7試合）

- ジョニー・ヘンドリックス → ネイサン・マーコート（第10試合）

- ローリー・マクドナルド → ジョニー・ヘンドリックス（第11試合）

- イーブス・ジャボウィン vs. ジョニー・エドゥアウド → エドゥアウドの負傷により中止

## 試合結果

### アーリープレリム
第1試合 バンタム級ワンマッチ 5分3R
○  ジョージ・ループ vs.  ルーベン・デュラン ×
3R終了 判定3-0（29-28、29-28、30-27）
第2試合 バンタム級ワンマッチ 5分3R
○  TJ・ディラショー vs.  田村一聖 ×
2R 0:26 KO（左ハイキック→パウンド）
第3試合 ウェルター級ワンマッチ 5分3R
○  リック・ストーリー vs.  クイン・マルハーン ×
1R 3:05 TKO（左フック→パウンド）

### プレリミナリーカード
第4試合 ライト級ワンマッチ 5分3R
○  ジョン・マクデッシ vs.  ダロン・クルックシャンク ×
3R終了 判定3-0（29-28、29-28、29-28）
第5試合 ウェルター級ワンマッチ 5分3R
○  ジョーダン・メイン vs.  ダン・ミラー ×
1R 4:42 TKO（左ボディブロー→パウンド）
第6試合 フェザー級ワンマッチ 5分3R
○  ダレン・エルキンス  vs.  アントニオ・カルバーリョ ×
1R 3:06 TKO（スタンドパンチ連打）
第7試合 ウェルター級ワンマッチ 5分3R
○  パトリック・コーテ vs.  ボビー・ヴォルカー ×
3R終了 判定3-0（29-28、29-28、29-28）

### メインカード
第8試合 ライト級ワンマッチ 5分3R
○  マイク・リッチ vs.  コリン・フレッチャー ×
3R終了 判定3-0（30-27、30-27、30-27）
第9試合 ミドル級ワンマッチ 5分3R
○  クリス・カモージー vs.  ニック・リング ×
3R終了 判定2-1（29-28、28-29、29-28）
第10試合 ウェルター級ワンマッチ 5分3R
○  ジェイク・エレンバーガー vs.  ネイサン・マーコート ×
1R 3:00 KO（右フック→パウンド）
第11試合 ウェルター級ワンマッチ 5分3R
○  ジョニー・ヘンドリックス vs.  カーロス・コンディット ×
3R終了 判定3-0（29-28、29-28、29-28）
第12試合 UFC世界ウェルター級タイトルマッチ 5分5R
○  ジョルジュ・サンピエール vs.  ニック・ディアス ×
5R終了 判定3-0（50-45、50-45、50-45）
※サンピエールが8度目の防衛に成功。

### 各賞
ファイト・オブ・ザ・ナイト： カーロス・コンディット vs. ジョニー・ヘンドリックス
ノックアウト・オブ・ザ・ナイト： ジェイク・エレンバーガー
サブミッション・オブ・ザ・ナイト： 該当者なし
各選手にはボーナスとして5万ドルが支給された。